# Ciomad - Balvanyos
Ciomad - Balvanyos (în maghiară Csomád-Bálványos) este o arie protejată (arie specială de conservare — SAC, sit de importanță comunitară — SCI) din România, desemnată în scopul protejării biodiversității și menținerii într-o stare de conservare favorabilă a florei spontane și faunei sălbatice, precum și a habitatelor naturale de interes comunitar aflate în arealul zonei de protecție. Aceasta se întinde în estul Transilvaniei, pe teritoriul județului Covasna.

## Localizare
Aria naturală se întinde în extremitatea nordică a județului Covasna (la limita de graniță cu județul Harghita), pe teritoriile administrative ale comunelor Bixad și Turia și este străbătută de drumul județean DJ113, care leagă orașul Târgu Secuiesc de localitatea Bixad. 

## Înființare
Zona a fost declarată sit de importanță comunitară prin Ordinul Ministerului Mediului și Dezvoltării Durabile Nr.1964 din 13 decembrie 2007 (privind instituirea regimului de arie naturală protejată a siturilor de importanță comunitară, ca parte integrantă a rețelei ecologice europene Natura 2000 în România) și se întinde pe o suprafață de 5.976,6 hectare, în imediata vecinătate ariilor protejate Lacul Sfânta Ana (singurul lac vulcanic de pe teritoriul României) și Tinovul Mohoș (rezervație naturală de tip floristic și faunistic; ce adăpostește plante de turbărie cu specii de Drosera rotundifolia și Eriophorum vaginatum). Situl a fost protejat și ca arie specială de conservare în mai 2022

## Biodiversitate
Situl reprezintă o zonă montană încadrată în bioregiunea alpină a Masivului Ciomatu - Puturosu (subdiviziune a Munților Harghitei, grupă muntoasă a Carpaților Moldo-Transilvani, aparținând de lanțul muntos al Carpaților Orientali), ce conservă cinci tipuri de habitate naturale (Păduri de fag de tip Luzulo-Fagetum, Păduri de fag de tip Asperulo-Fagetum, Păduri dacice de fag (Symphyto-Fagion), Păduri de stejar cu carpen de tip Galio-Carpinetum și Turbării cu vegetație forestieră) și adăpostește specii importante din fauna și flora lanțului carpatic al Orientalilor.
„Comad - Balvanyos” prezintă un areal (pajiști naturale, stepe, pășuni, mlaștini oligotrofe, turbării, păduri de foioase, păduri de conifere și păduri în tranziție) cu o diversitate floristică și faunistică ridicată, exprimată atât la nivel de specii cât și la nivel de ecosisteme terestre.

### Faună
La baza desemnării sitului se află mai multe specii faunistice, unele  enumerate în anexa I-a a Directivei Consiliului European 92/43/CE din 21 mai 1992 (privind conservarea habitatelor naturale și a speciilor de faună și floră sălbatică), altele endemice sau aflate pe lista roșie a IUCN; astfel: șapte mamifere din speciile: urs carpatin (Ursus arctos), lup cenușiu (Canis lupus), râs eurasiatic (Lynx lynx), liliacul cu urechi late (Barbastella barbastellus), liliacul comun (Myotis myotis), liliacul cu urechi mari (Myotis bechsteinii) și liliacul cu urechi de șoarece (Myotis blythii); trei amfibieni: ivorașul-cu-burta-galbenă (Bombina variegata), tritonul cu creastă (Triturus cristatus) și salamandra carpatică (Triturus montandoni); precum și cosașul transilvan (Pholidoptera transsylvanica), un ortopter endemic pentru această zonă.

### Floră
Flora rezervației este alcătuită din arbori și arbusti cu specii de: pin silvestru (Pinus sylvestris), fag (Fagus sylvatica), stejar (Quercur robur), carpen (Carpinus betulus), mesteacăn (Betula pendula), mesteacăn pufos (Betula pubescens), mesteacăn pitic (Betula nana), frasin (Fraxinus excelsior), tei (Tilia), arțar (Acer platanoides), paltin de munte (Acer pseudoplatanus), jugastru (Acer campestre), arin (Alnus glutinosa), salcie (Salix alba), alun (Corylus avellana), merișor (Vaccinium vitis-idaea), mur (Rubus fruticosus), măceș (Rosa canina).
Printre speciile floristice  aflate la nivelul ierburilor este semnalată prezența curechiului de munte (Ligularia sibirica) (protejată prin aceeași Directivă a Consiliului European), care vegetează alături de: roua cerului (Drosera rotundifolia), ruginare (Andromeda polifolia), bumbăcăriță (Eriophorum vaginatum),  vuietoare (Empetrum nigrum), didițelul (Pulsatilla alba), brândușă de toamnă (Colchicum autumnale), ghiocel (Galanthus nivalis), drob de munte (Cytisus hirsutus), ferigă de baltă (Thelypteris palustris), păștiță (Anemone nemorosa) sau rogozuri (Carex nigra, Carex echinata, Carex appropinquata).

## Căi de acces
- Drumul național DN12 pe ruta: Sfântu Gheorghe - Bodoc - Malnaș - Micfalău - Bixad - drumul județean DJ113 spre Băile Bálványos.

## Monumente și atracții turistice
În vecinătatea sitului se află câteva obiective de interes istoric, cultural și turistic; astfel (lăcașuri de cult, cetăți, castele, situri arheologice, arii naturale protejate):

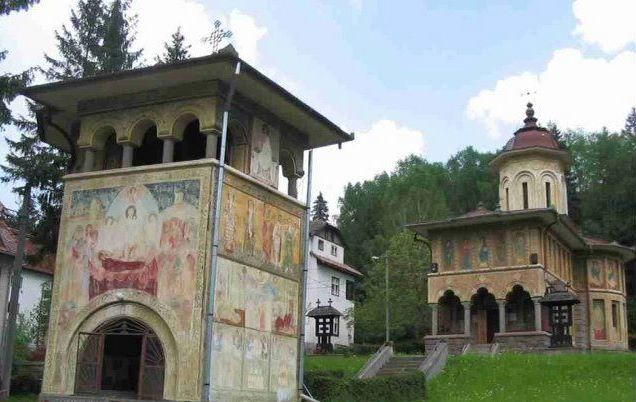
Biserica ortodoxă din Băile Tuşnad

- Biserica "Sf. Gheorghe din Bixad, construită în 1712 și refăcută în 1835, monument istoric.
- Biserica romană-catolică „Sf. Maria” din Băile Tușnad, construcție 1982.
- Biserica ortodoxă „Adormirea Maicii Domnului” din Băile Tușnad, construcție 1939.
- Ansamblul bisericii reformate din Turia (biserica reformată, zid de incintă cu turn-clopotniță și portic de intrare din lemn), construcție sec. XVI - XIX, monument istoric.
- Capela Sfintei Marii deschisă într-o grotă de piatră aflată în apropierea Pasului Turia.
- Cetatea Bálványos (ruine) din Turia, construcție sec. XIII - XIV, monument istoric.
- Castelul Apor din Turia, construcție sec. XVI - XIX, monument istoric.
- Situl arheologic de la Bixad (așezări și fortificații atribuite perioadelor: sec. XIII - XIV, Epoca medievală, Latène, Cultura geto - dacică, Eneolitic, Cultura Cucuteni - Ariușd, Epoca bronzului, Cultura Wietenberg).
- Situl arheologic de la Turia (așezări fortificate din perioadele: Hallstatt, Epoca bronzului, Cultura Wietenberg).
- Ariile naturale: Piatra Șoimilor, Peștera Puturoasă (Büdös-barlang), Peștera Ucigașă (Gylkos-barlang), Cimitirul Păsărilor (Madártemető), Tinovul Răbufnitor (Buffagó–láp)